# Diego Ribas da Cunha
Diego Ribas da Cunha bolje znan kot samo Diego, brazilski nogometaš, * 28. februar 1985, Ribeirão Preto, Brazilija.
Diego je nekdanji nogometni vezist, dolgoletni član Juventusa in Flamenga ter član brazilske reprezentance.

## Kariera

### Začetki
Diego je talent začel kazati že pri 6ih letih, ko se je prvič začel ukvarjati z nogometom pri lokalnem klubu Comercial FC. Že na samem začetku je opozoril nase na regionalnih tekmovanjih in po 5ih letih kaljenja v domačem mestu, se je pri 11ih letih odločil svojo nogometno pot nadaljevati v katerem bolj znanih klubov. Na začetku je bil spregledan s strani števlnih klubov, nato pa se je odločil za klub iz obalnega mesta, Santos FC. Tako se je začela njegova pot k uresničitvi sanj o tem, da bi postal profesionalen nogometaš.

### Santos
V dresu Santosa je Diego debitiral leta 2001 pri vsega 16ih letih. Leta 2002 je že osvojil svojo prvo lovoriko v karieri in sicer Brazilsko državno prvenstvo. Diego, Robinho, Elano in Alex, ki so takrat igrali skupajo so hitro zasloveli kot zlata generacija Santosa. Diego je nato vse do leta 2004 navduševal navijače kluba kot tudi vso brazilsko javnost. Avgusta 2004 pa je prestopil v Porto. Vidnejša nagrada, ki jo je osvojil med igranjem za Santos je nagrada za najbolj kreativnega igralca brazilskega prvenstva.

### Porto
Ko je Diego prispel na Portugalsko je bil Porto aktualni evropski prvak prav tako pa je v sezoni poprej osvojil vse portugalske lovorike. Diego je bil v klub pripeljan kot velika okrepitev in zamenjava za Deca, ki je pravkar zapustil ekipo. V prvih tekmah je Diego navduševal, a je njegova forma proti koncu druge sezone v klubu padla in poleti 2006 se je preselil v Nemčijo.

### Werder Bremen
Diego je v Bremen prestopil za 6 milijonov evrov in podpisal pogodbo do leta 2010. Svojo prvo sezono v Bremnu je odigral odlično in bil izbran za najboljšega igralca nemške  Bundeslige v sezoni 2006/07. V tej sezoni je prav tako sovojil prvo lovoriko in sicer nemški ligaški pokal. V naslednji sezoni je Diego nadaljeval z odličnimi predstavami in bil nagrajen z novo pogodbo, ki ga je na klub vezala vse do leta 2011. V sezoni 2008/09 pa Diego kljub najboljši sezoni v dresu Bremna ni uspel kluba pripeljati višje kot do 10. mesta v nemški Bundesligi, vendar je bil zato bolj uspešen v nemškem pokalu kjer je v finalu asistiral soigralcu Mesutu Ozilu za zmagoviti gol. Prav tako pa je Bremen igral tudi v finalu pokala UEFA kjer so izgubili proti Šahtarju iz Donecka.

### Juventus
Poleti leta 2009 je Diego prestopil v Juventus. Prestop je bil vreden 24.5 milijona evrov vendar lahko znesek še naraste za 2,5 milijona v kolikor bo izpolnil želene cilje. V dresu Juventusa je Diego debitiral na prijateljski tekmi proti Korejskemu Seongnamu in se takoj vpisal med strelce. V drugem krogu Italijanske Serie A pa se je tudi uradno vpisal med strelce Stare dame iz Torina, ko je z dvema zadetkoma odločil tekmo z Romo.

## Reprezentančna kariera
Za državmo reprezentanco je Diego debitiral leta 2003 na prijateljski tekmi proti Mehiki.Kljub temu da je na CONCACAF gold cup sodeloval v okviru Brazilske U-23 reprezentance so tekme in zadetki uradno zapisani kot članske tekme. Leta 2004 je bil vpoklican v člansko reprezentanco, da bi zastopal barve Brazilije na Ameriškem prvenstvu. Na tem prvenstvu je Diego odigral pomembno vlogo saj je v finalu z zadetkom iz 11-metrovke odločil tekmo proti Argentini. Med letoma 2004 in 2006 je bil zaradi slabših predstav pri Portu, velikokrat spregledan s strani selektorja in je zato izpustil svetovno prvenstvo v Nemčiji. Ko se je leta 2006 preseli v Bremen in zopet začel kazati dobre predstave je bil spet pogosteje vpoklican v reprezentanco Brazilije. Leta 2007 je zopet prispeval svoj delež k zmagi Brazilije v Ameriškem prvenstvu v katerem je spet v finalu premagala argentinsko izbrano vrsto. Diego je bil prav tako član Brazilske reprezentance ki je leta 2008 osvojila bronasto medaljo na olimpijskih igrah v Pekingu.